# Morgan Ciprès
Morgan Ciprès (Melun, Francia; 24 de abril de 1991) es un ex patinador artístico sobre hielo francés. Ganador de la Final del Grand Prix de patinaje artístico sobre hielo 2018-2019 en la modalidad de parejas, su compañera fue Vanessa James.
Ciprès también triunfó en el Campeonato Mundial de Patinaje Artístico sobre Hielo de 2018 ganando la medalla de bronce en parejas de nuevo junto a Vanessa James; en esta ocasión fueron superados por la pareja alemana formada por Aliona Savchenko-Bruno Massot (oro) y la pareja rusa Yevgueniya Tarasova-Vladimir Morozov (plata).

## Palmarés internacional
| Campeonato Mundial | Campeonato Mundial         | Campeonato Mundial | Campeonato Mundial |
| Año                | Lugar                      | Medalla            | Prueba             |
| ------------------ | -------------------------- | ------------------ | ------------------ |
| 2018               | Milán ( Italia)            | Medalla de bronce  | Parejas            |
| Campeonato Europeo |                            |                    |                    |
| Año                | Lugar                      | Medalla            | Prueba             |
| 2019               | Minsk ( Bielorrusia)       | Medalla de oro     | Parejas            |
| 2017               | Ostrava ( República Checa) | Medalla de bronce  | Parejas            |